# Tutu (album)
A Tutu Miles Davis 1986-ban megjelent albumának a címe.
A lemez címadó dala Desmond Tutunak állít emléket. A záró szám pedig Davisék Nelson Mandela melletti kiállásaként került a lemezre.

## Dallista
1. Tutu                  5:15   Miller
2. Tomaas                5:32   Davis, Miller
3. Portia                6:18   Miller
4. Splatch               4:45   Miller
5. Backyard Ritual       4:49   Duke
6. Perfect Way           4:32   Gamson, Gartside
7. Don't Lose Your Mind  5:49   Miller
8. Full Nelson           5:05   Miller

## Közreműködők
- Miles Davis – trombita
- Marcus Miller – minden egyéb hangszer, basszusgitár a Backyard Ritual-ban
- Jason Miles – szintetizátor program
- Paulinho da Costa – ütőhangszerek a Tutu, a Portia, a Splatch és a Backyard Ritual számokban
- Adam Holzman – szintetizátor szóló a Splatch-ben
- Steve Reid – ütőhangszerek a Splatch-ben
- George Duke – minden, kivéve az ütőket, a basszust és a trombitát a Backyard Ritual-ban
- Omar Hakim – dobok és ütőhangszerek a Tomaas-ban
- Bernard Wright – további szintetizátor a Tomaas-ban és a Don't Lose Your Mind-ban
- Michał Urbaniak – elektromos hegedű a Don't Lose Your Mind-ban
- Jabali Billy Hart – dobok, bongók